# Am I Evil?
Am I Evil? – utwór brytyjskiej grupy heavymetalowej Diamond Head, wydany na debiutanckim albumie zespołu, Lightning to the Nations. Piosenkę napisali wokalista Sean Harris i gitarzysta Brian Tatler, ukazała się zaś nakładem wytwórni Happy Face Records, należącej do zespołu. Utwór natychmiast zyskał popularność wśród fanów heavy metalu w Wielkiej Brytanii, lecz międzynarodową sławę zyskał po tym, jak zespół Metallica zamieścił własną wersję utworu na stronie B singla Creeping Death z roku 1984. Kolejny raz cover Metalliki ukazał się na podwójnym albumie zespołu, Garage, Inc.. Utwór inspirowany jest piosenką Symptom of the Universe grupy Black Sabbath.

## Wydanie i odbiór
Piosenka pojawiła się po raz pierwszy na debiutanckim albumie Diamond Head, Lightning to the Nations, lecz zamieszczono ją również w nowej wersji na drugiej płycie zespołu, Borrowed Time. Nadal stanowi utwór często grany na koncertach zespołu.

## Wersje innych wykonawców
Utwór został najsilniej spopularyzowany przez zespół Metallica, który zamieścił go na japońskiej reedycji swojej debiutanckiej płyty, Kill ’Em All z roku 1988 (oryginalna wersja albumu nie zawiera utworu Am I Evil?), jak też wcześniej na stronie B singla Creeping Death z roku 1984. W roku 1998 utwór, wraz z pozostałymi coverami nagranymi przez Metallikę, znalazł się na dwupłytowym wydawnictwie Garage, Inc.. Piosenka stanowi również częsty element koncertów zespołu. Grupa Diamond Head stwierdziła, że schlebia im cover nagrany przez Metallikę, a zebrane dzięki coverowi tantiemy pozwoliły grupie przetrwać. Własną wersję utworu nagrał też zespół Faith No More.
Oryginalna wersja Am I Evil? zespołu Diamond Head znalazła się w grach wideo Guitar Hero: Metallica oraz Brutal Legend. Wersja zespołu Metallica znajduje się w grze Rock Revolution jako utwór grywalny.
Członkowie tzw. Wielkiej Czwórki thrash metalu, zespoły Metallica, Anthrax, Slayer i Megadeth wykonali utwór wspólnie, podczas koncertu w Sofii. Wykluczywszy członków Slayera, Toma Arayę, Kerry’ego Kinga i Jeffa Hannemana, utwór wykonali wszyscy członkowie czterech kapel. Utwór znalazł się na wydawnictwie wideo The Big Four: Live from Sofia, Bulgaria.
W grze wideo The Neverhood jest scena wideo, w trakcie której bohater gry, Klaymen, wyciąga zawleczkę rozdzielającą dwie połowy krainy Neverhood. W trakcie zbliżania się do siebie połówek krainy, słychać zmodyfikowaną wersję utworu graną przez Metallikę.
Utwór w wersji oryginalnej wykorzystano w filmie Halloween II.
Zespół parodystyczny Beatallica nagrał utwór będący połączeniem Am I Evil? i piosenki And I Love Her Beatlesów. Utwór pod tytułem And I'm Evil znalazł się na albumie Masterful Mystery Tour z roku 2009.